# Fibrilina
A fibrilina é uma glicoproteína, essencial para a formação de fibras elásticas do tecido conjuntivo.
A fibrilina-1 é o maior componente das microfibrilhas que formam uma bainha rodeando a elastina amorfa. As microfibrilhas são compostas, de ponta a ponta, de polímeros de fibrilina. Em 2006, foram descritas três formas de fibrilina. 
A proteína fibrilina-1 foi isolada por Sakai, 1986, e as mutações no gene foram vinculadas à síndrome de Marfan. No presente, mais de 100 diferentes mutações foram descritas.
A proteína fibrilina-2 foi isolada em 1994 por Zhang, e pensa-se que desempenhe um papel no início da elastogénese. As mutações no gene da fibrilina-2 têm sido relacionados com a aracnodactilia (que é também um sintoma clínico da síndrome de Marfan). Mais recentemente, a fibrilina-3 foi analisada e crê-se que se localize maioritariamente no cérebro.
Tanto a fibrilina-1 como a fibrilina-2 são codificadas por dois diferentes genes, FBN1  e  FBN2, localizados nos cromossomas humanos 15 e 5, respectivamente. Uma mutação no locus FBN1 poderá causar a síndrome de Marfan.